# Canthonosoma macleayi
Canthonosoma macleayi är en skalbaggsart som beskrevs av Edgar von Harold 1868. Canthonosoma macleayi ingår i släktet Canthonosoma och familjen bladhorningar. Inga underarter finns listade.